# Selena (álbum)
Selena é o álbum de estréia da Selena com a etiqueta EMI Latin.
Na época de seu lançamento, Selena já era uma estrela no mercado Tejano como o destinatário de vários Tejano Music Awards. Este álbum foi apresentado a uma audiência maior que a direção em que Selena tomaria como um performer e criador de tendências. A canção "My Love", foi escrito por Selena e amostras de influências pop comentário. Outras canções como "Sukiyaki" (uma cover da Kyū Sakamoto (1963)), "Amame, Quiéreme" (seu primeiro dueto com Pete Astudillo), ea cumbia, "Besitos", desempenhou um papel central em como Selena ritmo misto e som, que se tornou sua marca registrada. Além disso, este foi o primeiro álbum de usar o "Selena" logo em vez do capital "Selena Y Los Dinos".

## Paradas
| Selena |                         |                                                                         |         |  |
| N.º    | Título                  | Compositor(es)                                                          | Duração |  |
| 1.     | "Tu Eres"               | A.B. Quintanilla III, Pete Astudillo                                    | 3:03    |  |
| 2.     | "Sukiyaki"              | Rokusuke Ei, Hachidai Nakamura, Abraham Quintanilla Jr., Pete Astudillo | 3:11    |  |
| 3.     | "Contigo Quiero Estar"  | Alejandro Montealegre                                                   | 3:12    |  |
| 4.     | "Besitos"               | A.B. Quintanilla III                                                    | 2:59    |  |
| 5.     | "Amame, Quiereme"       | A.B. Quintanilla III                                                    | 3:41    |  |
| 6.     | "Tengo Ganas De Llorar" | A.B. Quintanilla III, Ricky Vela                                        | 3:31    |  |
| 7.     | "My Love"               | Selena Quintanilla-Perez                                                | 3:15    |  |
| 8.     | "Quiero Ser"            | A.B. Quintanilla III, Pete Astudillo                                    | 2:33    |  |
| 9.     | "Mentiras"              | A.B. Quintanilla III, Pete Astudillo                                    | 2:53    |  |
| 10.    | "No Te Vayas"           | R. Ornelas                                                              | 2:22    |  |